# Wiz
Wiz — израильско-американская корпорация по обеспечению безопасности облачных вычислений со штаб-квартирой в Нью-Йорке. Создана в январе 2020 года. В марте 2025 года было объявлено, что компания Google приобретёт Wiz за 32 миллиарда долларов.

## Сфера деятельности

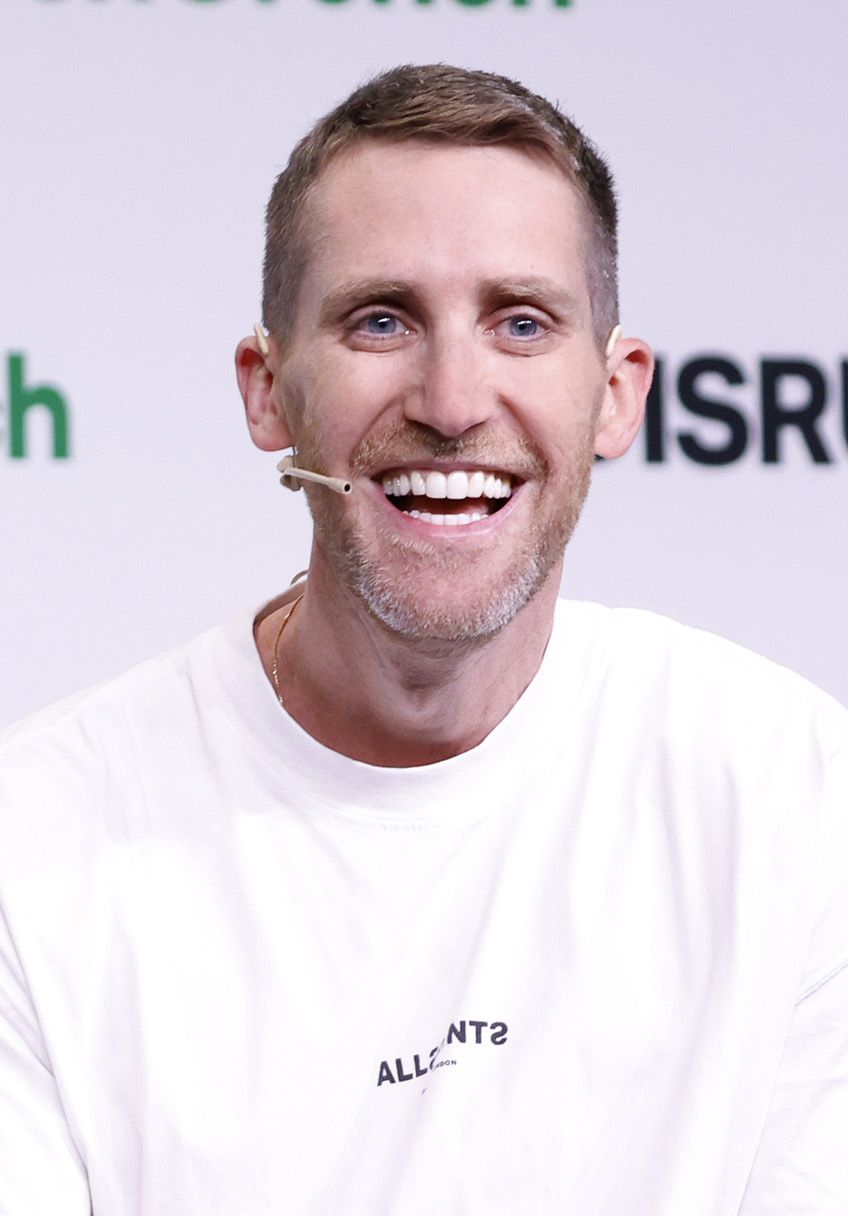
Основатель Wiz Асаф Раппапорт

Компания была основана в январе 2020 года бывшими сотрудниками израильской киберразведки Асафом Раппапортом, Иноном Костикой, Роем Резником и Ами Лютваком, которые ранее основали компанию Adallom. Платформа компании анализирует вычислительную инфраструктуру, размещенную в Amazon Web Services, Microsoft Azure, Google Cloud Platform, Oracle Cloud Infrastructure и Kubernetes, на предмет сочетаний факторов риска, которые могут позволить злоумышленникам получить контроль над облачными ресурсами и/или извлечь ценные данные.
Защитное программное обеспечение компании использует только API, без установки ПО на серверы клиентов. Исследователи компании обнаружили ряд серьёзных уязвимостей платформ облачных вычислений.

## История
Wiz привлекла в общей сложности 1,9 млрд долларов США от венчурных фондов и частных инвесторов:
- Серия A — В декабре 2020 года Wiz привлекла 100 миллионов долларов от Index Ventures[англ.], Sequoia Capital, Insight Partners[англ.] и Cyberstarts[8].
- Серия B — В апреле и мае 2021 года Wiz привлекла 130 миллионов долларов и 120 миллионов долларов (соответственно) при оценке в 1,7 миллиарда долларов от Greenoaks[вд], Index Ventures, Sequoia Capital, Insight Partners и Cyberstarts[9].
- Серия C — В октябре 2021 года Wiz привлекла 250 миллионов долларов США при оценке в 6 миллиардов долларов США, проведенной Greenoaks, при участии Insight Partners, Capital, Sequoia Capital, Salesforce Ventures и CyberStarts, а также индивидуальных инвесторов Бернара Арно и Говарда Шульца.
- Серия D — В феврале 2023 года Wiz привлекла 300 миллионов долларов США при оценке в 10 миллиардов долларов США[10], проведенной венчурным фондом Greenoaks Capital при участии Lightspeed Venture Partners[англ.], а также индивидуальных инвесторов, включая Бернара Арно и Говарда Шульца.
- Серия E — В мае 2024 года Wiz привлекла 1 миллиард долларов США при оценке в 12 миллиардов долларов США[11] от Andreessen Horowitz, Lightspeed Venture Partners, Thrive Capital, Greylock Partners, Wellington Management, Cyberstarts, Greenoaks, Index Ventures, Salesforce Ventures, Sequoia Capital и Говарда Шульца.

По состоянию на ноябрь 2024 года в Wiz работало около 1995 человек, при этом большинство сотрудников по продажам и маркетингу разбросаны по Северной Америке и Европе, а большинство инженерного персонала находится в Тель-Авиве. В августе 2022 года Wiz заявила, что стала самым быстрым стартапом, когда-либо масштабировавшимся с 1 миллиона до 100 миллионов долларов годового регулярного дохода с февраля 2021 года примерно по июль 2022 год. В феврале 2024 года компания заявила, что достигла дохода 350 миллионов долларов в год, с долей рынка 45 % компаний из списка Fortune 100.
В июле 2024 года компания выиграла тендер на обеспечение кибербезопасности облачных серверов правительства Израиля.
В марте 2025 года было объявлено, что Google приобретет Wiz за 32 миллиарда долларов наличными деньгами. Это крупнейшая сделка по продаже стартапа в истории Израиля и крупнейшее приобретение в истории Google. По экспертным оценкам на момент заявления о покупке около 40 % акций принадлежали четырём основателям. Поскольку все они резиденты Израиля, то после реализации сделки государство получит несколько миллиардов долларов налогов. По оценкам экспертов, эта сделка позволяет Google сократить отставание в сфере облачных технологий от основных конкурентов — Microsoft и Amazon.